# Through the Past, Darkly (Big Hits Vol. 2)
Through the Past, Darkly (Big Hits Vol. 2) ist, nach Big Hits (High Tide and Green Grass), die zweite offizielle in England erschienene Kompilation der Rolling Stones, veröffentlicht am 12. September 1969, kurz nach dem Tod von Brian Jones am 3. Juli 1969 und kurz vor dem Start ihrer dreiwöchigen USA-Tournee am 7. November 1969, welche am 30. November beendet war. Hierbei entstand auch ihr Live-Album Get Yer Ya-Ya’s Out!. Das nächste Studio-Album, Let It Bleed, wurde noch während der laufenden Tournee am 29. November in den USA und am 5. Dezember in Europa veröffentlicht. Einen Tag später spielten die Stones noch beim Altamont Free Concert; während ihres Auftritts kam bei einer Messerstecherei direkt vor der Bühne ein Zuschauer ums Leben. Ihre letzte USA-Tournee lag zu diesem Zeitpunkt bereits über drei Jahre zurück.
Wieder einmal bei einer Veröffentlichung der Rolling Stones unterscheidet sich die amerikanische von der britischen Fassung. Die britische Fassung enthält auch ältere, vor 1966 veröffentlichte Lieder, ansonsten beinhalten beide Ausgaben Veröffentlichungen, die bisher nur als Singles erhältlich waren, wie Jumpin’ Jack Flash oder Let’s Spend the Night Together. Einige Stücke erscheinen erstmals als stereophonische Versionen. Die enthaltenen Lieder wurden in der Zeit von August 1963 bis Juni 1969 aufgenommen.
Die Zusammenstellung war sowohl in England und den USA mit Platz 2 der Albumcharts als auch in Deutschland (Platz 13) ein großer kommerzieller Erfolg für die Band. Bereits am 4. Juli 1969 war vorab die Single Honky Tonk Women veröffentlicht worden, ein Nummer-1-Hit in England und den USA. In Deutschland erreichte die Auskopplung Platz 2 der Single-Charts.
Auf der Innenseite beider Plattenhüllen finden sich folgende, Brian Jones gewidmete Worte: „When this you see, remember me / and bear me in your mind / Let all the world say what they may, / speak of me as you find“. Diese Zeilen kann man auch im Beiheft der im August 2002 als Super Audio Compact Disc (SACD) neu veröffentlichten US-Version von Through the Past, Darkly (Big Hits Vol. 2) nachlesen, die englische Version des Albums ist derzeit im Handel nicht erhältlich.
Bei der Erstveröffentlichung wurde eine LP mit einem aufklappbaren achteckigen Cover in limitierter Auflage herausgebracht, mittlerweile ein begehrtes Sammlerstück. Die Gestaltung des Covers koordinierte John Kosh. Die Fotos entstanden im Mai 1969 in zwei verschiedenen Fotosessions. Fotograf war jeweils Ethan Russell.
Der Albumtitel ist angeblich inspiriert von der englischen Übersetzung des Neuen Testaments, hier heißt es im 1. Brief des Paulus an die Korinther in Kapitel 13,12: „For now we see through a glass, darkly“ („Wir sehen jetzt durch einen Spiegel in einem dunklen Wort“). Wahrscheinlicher ist aber die Annahme, dass sich der Albumtitel auf den Film Wie in einem Spiegel (englischer Titel: „Through a Glass Darkly“) des schwedischen Regisseurs Ingmar Bergman aus dem Jahre 1961 bezieht, der seinerseits auf das Bibel-Zitat Bezug nimmt.

## Titelliste
Alle Songs stammen von Mick Jagger und Keith Richards, soweit nicht anders angegeben.
| Seite 1: 1. Jumpin’ Jack Flash – 3:39 - Am 24. Mai 1968 in Großbritannien als Single veröffentlicht 2. Mother’s Little Helper – 2:45 - Am 15. April 1966 auf der britischen Fassung von Aftermath veröffentlicht 3. 2,000 Light Years from Home – 4:45 - Am 8. Dezember 1967 auf Their Satanic Majesties Request veröffentlicht 4. Let’s Spend the Night Together – 3:36 - Am 13. Januar 1967 in Großbritannien als Single veröffentlicht 5. You Better Move On (Arthur Alexander) – 2:38 - Am 17. Januar 1964 auf der ersten EP der Rolling Stones veröffentlicht 6. We Love You – 4:18 - Am 18. August 1967 in Großbritannien als Single veröffentlicht Seite 2: 1. Street Fighting Man – 3:15 - Am 31. August 1968 in den USA als Single veröffentlicht, außerdem auf dem am 6. Dezember 1968 veröffentlichten Album Beggars Banquet enthalten 2. She’s a Rainbow – 4:15 - Am 8. Dezember 1967 auf Their Satanic Majesties Request veröffentlicht 3. Ruby Tuesday – 3:12 - Am 13. Januar 1967 in Großbritannien als Single veröffentlicht 4. Dandelion – 3:28 - Am 18. August 1967 in Großbritannien als B-Seite der Single We Love You veröffentlicht 5. Sittin’ on a Fence – 3:02 - Aufgenommen 1965 und erstmals veröffentlicht am 26. Juni 1967 auf der nur in den USA erschienenen Kompilation Flowers 6. Honky Tonk Women – 3:01 - Am 4. Juli 1969 in Großbritannien als Single veröffentlicht | Seite 1: 1. Paint It Black – 3:18 - Am 7. Mai 1966 in den USA als Single veröffentlicht, außerdem auf der US-Fassung von Aftermath enthalten 2. Ruby Tuesday – 3:12 3. She’ s a Rainbow – 4:15 4. Jumpin’ Jack Flash – 3:39 5. Mother’s Little Helper – 2:45 6. Let’s Spend the Night Together – 3:36 Seite 2: 1. Honky Tonk Women – 3:01 2. Dandelion – 3:28 3. 2,000 Light Years from Home – 4:45 4. Have You Seen Your Mother, Baby, Standing in the Shadow? – 2:30 - Am 28. März 1966 auf der UK-Fassung von Big Hits (High Tide and Green Grass) veröffentlicht 5. Street Fighting Man – 3:15 |